# Complicité en droit pénal français
La complicité en droit pénal français est la sanction ou non de la personne qui fournit une aide ou une assistance facilitant la préparation ou la consommation d'un crime ou d'un délit, mais aussi celui qui par don, promesse, menace, ordre, abus de pouvoir ou bien donne des instructions pour commettre une infraction.
La complicité peut être définie comme une entente temporaire, momentanée entre des individus qui vont commettre ou tenter de commettre une ou plusieurs infractions. Plus simplement, le complice est celui qui a participé à l'acte sans prendre part aux éléments constitutifs de l'infraction. Comme pour l'infraction, la complicité répond à des éléments préalables matériels et moraux ainsi qu'à un élément légal.

## Définition légale de la complicité

### Définition légale de la complicité selon le Code pénal
Le législateur a défini la complicité. Dans la version antérieure à 1994 du Code pénal, la complicité était définie aux articles 59 et 60. De nos jours, l'article 121-7 du Code pénal définit la complicité :
- Le premier alinéa de cet article aborde la notion courante d'une aide ou d'une assistance consciente à la commission d'une infraction : « Est complice d'un crime ou d'un délit la personne qui sciemment, par aide ou assistance, en a facilité la préparation ou la consommation. ».
- Le second alinéa traite de cas plus complexes, lorsqu'une personne cette fois ne vient plus en assistance, mais pousse à la commission d'une infraction soit par provocation[2], soit par instructions : « Est également complice la personne qui par don, promesse, menace, ordre, abus d'autorité ou de pouvoir aura provoqué à une infraction ou donné des instructions pour la commettre. »

La théorie de l'emprunt de criminalité illustre le mouvement selon lequel le droit pénal, contrairement au droit civil, laisse très peu de liberté d'interprétation au juge concernant l'appréciation d'un acte de complicité. Aussi, le législateur a pour mission de prévoir ce à quoi répondait légalement un acte de complicité, et c'est donc l'objet de la théorie de l'emprunt de criminalité selon laquelle:
- Le fait principal doit être une infraction. Ainsi, une personne ne peut pas être poursuivie pour avoir aidé à la réalisation d'un acte qui n'est pas une infraction. Le cas de provocation au suicide est une infraction en soi. À l'inverse, le suicide n'est pas une infraction.
- Dans l'ancien Code pénal, il fallait que l'infraction ait une certaine gravité (au moins un délit). Mais dans le nouveau Code pénal, des complicités peuvent être retenues pour des contraventions[3].
- Le fait principal doit avoir été commis. Ainsi, un complice qui irait jusqu'à organiser toute l'infraction, mais dont l'auteur principal ne commencerait pas l'exécution ne pourrait être poursuivi. Il faut qu'au moins l'infraction ait été tentée. Si un fait peut justifier l'infraction, la légitime défense par exemple, l'infraction disparaît et par conséquent, la complicité aussi. En cas d'immunité, par exemple dans le cas d'un vol entre époux, le complice ne peut être poursuivi, sauf si le juge estime que la personne présentée comme complice est en réalité un coauteur. Auquel cas, celui-ci est toujours sous l'emprise de poursuites.

En procédure, le délai de prescription court à partir du même jour que pour l'auteur principal, le retrait de plainte par une victime met fin aux poursuites contre le complice aussi. Une amnistie réelle de l'infraction profite là aussi au complice.
La complicité de complicité, c'est-à-dire une complicité de second degré, est-elle condamnable ? À ce sujet, l'article 121-7 du Code pénal précise que la complicité de second degré n'est pas légalement punissable, sauf en ce qui concerne l'aide ou assistance en connaissance de cause de l'auteur, même par l'intermédiaire d'un autre complice dans le cadre de l’escroquerie[pas clair]. Mais la jurisprudence est plutôt sévère. En effet, Celle-ci condamne généralement la complicité jusqu'au troisième degré[réf. nécessaire].
Enfin, s'il faut que l'infraction soit punissable pour que la complicité le soit, il ne faut pas nécessairement que l'infracteur soit puni. En effet, la condamnation du complice n'est pas liée à la sanction de l'auteur principal. Ainsi, si l'auteur principal n'est pas poursuivi pour cause de démence, le complice sera toujours lui passible de poursuite, de même si l'auteur principal est mort entre-temps ou s'il n'a pu être arrêté.

### Définition jurisprudentielle de la complicité
La jurisprudence a très tôt précisé la différence entre complice et auteur d'une infraction, à l'occasion de l'arrêt du 17 décembre 1859 :
« dans les actes de complicité, on a toujours distingué ceux qui, extrinsèques à l'acte, tendent à en préparer, faciliter et réaliser la consommation, et ceux qui, par la simultanéité d'action et l'assistance réciproque, constituent la perpétration même ; que, lorsque ces derniers ont été commis, il existe bien moins des complices que des coauteurs »
L'intention du complice est de faire commettre l'infraction par une autre personne, tandis que l'auteur ou coauteur s'implique pleinement dans l'infraction

### Définition de la complicité de l'auteur moral
L'auteur moral, ou parfois auteur intellectuel ou commanditaire, est celui qui agit en coulisse pour faire commettre l'infraction. Par exemple, c'est celui qui payerait pour faire tuer une autre personne ou pour faire dérober un objet. Le droit français ne connaît pas vraiment cette notion, et la condamnation se fait au titre de la complicité par aide ou assistance, par provocation ou par fourniture d'instruction. 
Lors du passage du code pénal impérial au nouveau code pénal, la commission de réforme du Code pénal avait réfléchi à la possibilité d'instaurer une responsabilité pénale autonome pour les auteurs intellectuels. Mais cette possibilité fut vite abandonnée face à la difficulté de préserver en même temps les libertés et la difficulté de mise en œuvre d'une telle modification du code. Il existe cependant certains cas où l'auteur moral peut être poursuivi pour le délit lui-même. Par exemple, il en est ainsi de la provocation au suicide ou à la mendicité (le suicide n'ayant jamais été un délit et la mendicité ne l'étant plus). 
La loi dite « Perben 2 » de mars 2004 a créé une infraction spécifique d'instigation au crime, sanctionnant l'auteur moral de certains crimes, même lorsque l'instigation n'a pas été suivie d'effet.

## Les 3 formes de complicité et leurs éléments constitutifs
La complicité peut prendre trois formes :
- la complicité par aide ou assistance (article 121-7 alinéa 1 du Code pénal);
- la complicité par provocation (article 121-7 alinéa 2 du Code pénal) ;
- et la complicité par instructions (article 121-7 alinéa 2 du Code pénal).

Quelle que soit la forme de complicité choisie (ou adapté au cas de l'espèce), la complicité, pour être retenue, nécessite la réunion de 4 éléments constitutifs : 
- un élément légal,
- un élément préalable,
- un élément matériel,
- et un élément moral[8].

### 1ʳᵉ forme de complicité: la complicité par aide ou assistance
La complicité par aide ou assistance du chef d'un crime ou d'un délit incrimine le fait de contribuer à la préparation ou à la réalisation (ou commission) d'un crime ou d'un délit, en apportant sciemment son aide ou son assistance à l’auteur de celle-ci (article 121-7 alinéa 1 du Code pénal). Par exemple, il en est ainsi lorsque le complice fait le guet ou prête une voiture pendant qu'un auteur vol un bien, fournit des tampons pour qu'un auteur établisse de faux documents. Selon le législateur, cette contribution du complice à l’infraction l’expose à être puni comme l’auteur principal (article 121-6 du Code pénal).

### 2ème forme de complicité: la complicité par provocation
La complicité par provocation est l'une des formes de la complicité par instigation, au même titre que la complicité par fournitures d'instructions décrite plus en aval de cette page wikipédienne. 
La complicité par instigation du chef d'un délit ou d'un crime incrimine le fait de contribuer la réalisation d’un crime ou d'un délit en provoquant autrui à commettre une infraction. Afin de parvenir à son but, le complice peut user de don, de promesse, de menace, d'ordre, d'abus d’autorité ou d'abus de pouvoir (article 121-7 alinéa 2 CP). 
S'agissant plus précisement de la méthode utilisée (don, promesse, menace, ordre, abus d'autorité ou abus de pouvoir), quelle que soit la méthode choisie par le complice, il faut que son incitation soit suffisamment suggestive, individuelle et directe. Par conséquent, le simple conseil ou la simple suggestion ne saurait donc être condamné. Par ailleurs, cette incitation doit être suivie d'effet. Cela signifie, par exemple, que si le meurtre est commis deux ans après et pour d'autres raisons, cette incitation ne pourra plus être condamnée. 

### 3ème forme de complicité: la complicité par la fourniture d'instructions
La complicité par fourniture d'instructions est l'une des formes de la complicité par instigation, au même titre que la complicité par provocation décrite plus en amont de cette page wikipédienne. 
La complicité par instigation du chef d'un crime ou d'un délit incrimine le fait de contribuer à la réalisation d’un crime ou d'un délit en donnant des instructions à autrui afin qu’il commette un crime ou un délit. Afin de parvenir à son but, le complice peut, sur une tierce personne, user de don, de promesse, de menace, d'ordre, d'abus d’autorité ou abus de pouvoir (article 121-7 alinéa 2 CP).
S'agissant plus précisément des instructions, celles-ci se définissent comme des informations données pour faciliter ou permettre la réalisation de l'infraction. Il en est ainsi de confier le plan d'une banque à un futur braqueur. Il faut, pour qu'il y ait complicité, pouvoir établir la causalité.
Dans le cadre d'une recherche de complicité par instructions, il n'est pas nécessaire d'établir l'un des moyens nécessaires à la provocation,.
S'agissant plus précisement de la méthode utilisée (don, promesse, menace, ordre, abus d'autorité ou abus de pouvoir), quelle que soit la méthode choisie par le complice, il faut que son incitation soit suffisamment suggestive, individuelle et directe. Par conséquent, le simple conseil ou la simple suggestion ne saurait donc être condamné. Par ailleurs, cette incitation doit être suivie d'effet. Cela signifie, par exemple, que si le meurtre est commis deux ans après et pour d'autres raisons, cette incitation ne pourra plus être condamnée.

### Éléments constitutifs de la complicité
Quelle que soit la forme de complicité choisie car adaptée aux faits d'espèce (complicité par aide ou assistance, complicité par provocation ou complicité par fournitures d'instruction), la complicité, pour être retenue, nécessite la réunion de 4 éléments constitutifs : 
- un élément légal,
- un élément préalable,
- un élément matériel,
- et un élément moral[8].

L'élément légal de la complicité est : 
- l'article 121-7 alinéa 1 du Code pénal si le cas d'espèce est relatif à une complicité par aide ou assistance ;
- l'article 121-7 alinéa 2 du Code pénal) si le cas d'espèce est relatif à une complicité par provocation
- ou l'article 121-7 alinéa 2 du Code pénal) si le cas d'espèce est relatif à une complicité par fournitures d'instructions.

L’élément préalable de la complicité suppose de démontrer l’existence d’une infraction principale punissable, c'est-à-dire un crime ou un délit commis par l'auteur auquel le complice apporte son aide ou assistance. 
Par conséquent, peu importe que l'auteur principal ait été relaxé ou non. Ainsi, dans un arrêt du 8 janvier 2003, la Cour de cassation a confirmé une peine pour complicité dans un trafic de drogues pour une personne qui agissait comme commanditaire, bien que le prétendu auteur du trafic ait été relâché, au prétexte qu'il ne connaissait pas le contenu exact de la marchandise qu'il transportait.
L'élément matériel de la complicité par aide ou assistance nécessite la réunion de 3 composantes : 
- un acte positif de complicité...
- ...devant être causal...
- ... consommé...

- ... et antérieur ou concomitant à l’infraction.

À titre informatif, voici des précisions concernant les composantes de l'élément matériel de la complicité  :
L’acte de complicité doit être un acte positif de complicité, prenant alors la forme de la provocation par aide ou assistance. Il en est ainsi de la fourniture de moyens.  Étant entendu que les moyens peuvent être physiques, mais également immatériels.
Par principe, l'abstention n'est jamais punissable, et ceci fait l'objet d'une jurisprudence relativement constante. 
- En conséquence, offrir un concours passif à l'auteur d'une infraction ne relève pas de la complicité. Cette solution a été confirmée par l'arrêt Begnis[13]. En l'espèce, M. Moisson vole à deux dames de l'argent et des bijoux, qu'il met dans un sac. Il propose à M. Begnis de partager la valeur du sac si celui-ci induit les femmes en erreur quant à l'identité du voleur, en les aiguillant vers des inconnus. La Cour de cassation considère que M. Begnis s'est abstenu de correctement renseigner les deux dames volées, et qu'il s'agit d'une « inaction ou abstention et non [d'] un acte positif ». Et donc que sa complicité ne peut pas être retenue.
- Il existe quelques exceptions, pour lesquelles certaines attitudes passives relèvent tout de même de la complicité, notamment à raison de la fonction exercée par le complice. En ce sens, dans certains cas, le juge a décidé que l'inaction pouvait être punissable, en particulier quand la personne a un rôle protecteur vis-à-vis de l'auteur. Par exemple, il en est ainsi s'agissant des parents, ainsi que des personnes dont c'est le métier (policiers, gardiens, etc…). Ainsi en 1989, une mère dominatrice a été condamnée[réf. nécessaire] pour avoir laissé son arme à la disposition de son fils, qui s'en servit pour tuer son père. La doctrine pense que le complice « par abstention » est punissable s'il avait connaissance de l'infraction, des moyens de s'y opposer et qu'il s'en est abstenu pour que l'infraction soit consommée.
- Enfin, en l'absence de complicité, le délit autonome de refus de porter secours peut être appliqué. Ainsi, lorsqu'une personne ne peut pas être considérée comme complice d'une infraction, notamment dans le cas d'un concours passif, peuvent alors s'appliquer les dispositions de l'article 223-6 du Code pénal[14] qui réprime le refus de porter secours. Cet article va plus loin que la simple complicité pour laquelle le délit doit avoir eu lieu car la complicité d'une tentative d'un crime ou d'un délit ne peut pas être tentée puisque la tentative d'infraction n'est pas punissable. Dès lors, l'obligation d'agir existe dès lors que l'infraction a été projetée[15].

La consommation de l’acte positif de complicité suppose que cet acte positif de complicité ait effectivement eu lieu. Ainsi, la tentative de complicité n'est pas incriminée.
La causalité de l'acte signifie que l'acte positif du complice doit avoir « facilité » ou « provoqué » l’acte principal (article 121-7 du Code pénal).
L’antériorité de l'acte positif de complicité à l'infraction suppose que cet acte se soit réalisé avant la commission de l'infraction principale par l'auteur.
La concomitance de l’acte positif de complicité à l’infraction suppose que cet acte se soit réalisé simultanément à la commission de l'infraction principale par l'auteur.
S'agissant l'acte positif de complicité antérieur ou concomitant, « Il est de principe que la complicité par aide ou assistance doit être antérieure ou concomitante à l'infraction et consister en un acte positif, d'où il suit qu'elle ne saurait résulter de l'inaction ou de l'abstention ». La juridiction va donc rechercher si au moment de l'infraction le complice agissait déjà, ou était prêt à agir, peu importe qu'il ait continué à agir postérieurement à l'infraction.
S'agissant de l'acte positif de complicité (ou du concours) postérieur à l'infraction principale : 
- Par principe, les aides apportées après que l'action principale ait été effectuée ne sont pas condamnables au titre de la complicité. Mais dans certains cas, le législateur a prévu des exceptions en incriminant certains comportements tels que par exemple, le recel du produit d'une infraction, ou de l'auteur d'un crime ((pas clair)).
- La jurisprudence admet aussi que l'aide postérieure soit constitutive de complicité si elle résulte d'un accord antérieur. Il est cependant possible de supposer que l'aide est en réalité constituée par l'accord lui-même. En effet, c'est la promesse faite à l'infracteur de lui porter secours après l'infraction qui l'a décidé à passer à l'action. Ainsi, la Cour de cassation a confirmé que lors d'une procédure de redressement judiciaire, l'aide postérieure apportée à favoriser un tiers relevait d'un accord de principe antérieur, donné par le complice dans le cadre d'ingérence et trafic d'influence[17]. La Cour de cassation semble également approuver la condamnation de l'aide apportée a posteriori lorsque l'infracteur est un habitué du délit, et que cette aide l'encourage à réitérer son comportement. Il est alors question de « complicité par habitude.

L'élément moral de la complicité par aide ou assistance diffère en fonction du type infraction.
- En présence d'une infraction intentionnelle, l'élément moral nécessite la preuve d’une intention se composant de la connaissance du caractère criminel (en cas de délit) ou délictueux (en cas de délit) des actes de l’auteur et de la participation libre du complice à leur commission. Plus précisément, l'acte de complicité par aide ou assistance apporté « sciemment » fait référence à la conscience de l'aide apportée. Ainsi, au-delà du terme « sciemment » qui figure dans le premier alinéa de l'article 121-7 du Code pénal, la juridiction doit s'attacher à vérifier s'il existe une volonté de s’associer à l'infraction.  C'est aussi pour cela que ne peut être complice qu'une personne qui agit en connaissance de cause. Il faut que le complice soit au courant du but de celui qu'il aide et qu'il adhère à son projet. En outre, si le projet qui a été présenté au complice diffère de celui effectivement réalisé, seul sera pris en compte vis-à-vis du complice, le projet qu'il connaissait. Ainsi s'il prête une arme destinée à impressionner et non à tuer, il ne pourra être tenu responsable du meurtre[18]. Il faut pour cela aussi que la différence entre le projet et la réalité soit sensible. Ainsi , si le projet est relatif à un simple vol, et qu'en réalité, c'est un vol avec effraction, la sanction devra prendre en compte le vol avec effraction.
- En présence d'une infraction non intentionnelle (c'est-à-dire en cas d'homicide ou de blessures involontaires), selon la jurisprudence, la complicité des infractions non intentionnelles n’est pas possible (puisque la complicité est nécessairement intentionnelle). En pareille hypothèse, seule la coaction pourra être recherchée. Par exception, la complicité des infractions non intentionnelles est possible lorsque l’élément moral de l’infraction principale consiste en une faute de mise en danger délibérée (Crim. 6 juin 2000).  Ainsi, en présence d'une faute d'imprudence (par exemple, lorsqu'un complice incite autrui à conduire en état d'ivresse ou à brûler un feu rouge), la complicité peut être retenue. Notamment, la  Cour de cassation en a décidé ainsi en condamnant un maire qui, se faisant conduire par son chauffeur, a incité ce dernier à brûler un feu rouge en lui disant« Vas-y, vas-y, ça passe »[19]. Le maire était alors complice du délit non-intentionnel de mise en danger d'autrui commis par son chauffeur. Devant d'autres difficultés, dans des situations non-intentionnelles, les juridictions peuvent estimer que la personne qu'on aurait pensé être complice était en réalité co-auteur d'un délit non intentionnel[20].

## Aggravation de l'infraction
La jurisprudence considère que le complice d'une infraction doit supporter les conséquences de toute aggravation, en conséquence des précautions dont il aurait dû s'entourer.
Ainsi, dans l'arrêt du 21 mai 1996, la Cour de cassation confirme cette approche. En l'espèce, Axel X., complice en tant qu'instigateur, fait appel à deux femmes, A. et B., pour qu'elles causent « une grosse frayeur » à une victime, Mettizia Z. Mais les deux femmes vont au-delà de la demande initiale, en utilisant une arme et en causant 10 jours d'ITT à la victime. La Cour confirme que « le complice encourt la responsabilité de toutes les circonstances qui qualifient l'acte poursuivi sans qu'il soit nécessaire que celles-ci aient été connues de lui ». Plus précisément, « le complice doit supporter l'aggravation de l'infraction dont il devait prévoir toutes les circonstances pouvant l'accompagner ».
Cette jurisprudence avait été confirmée par l'arrêt du 2 février 1994 : « les complices empruntant la criminalité de l'auteur principal, il suffit, en cas de pluralité d'auteurs principaux d'un même crime, que l'un d'entre eux ait prémédité son acte pour que cette circonstance aggravante produise ses effets à l'égard des complices ».

## Autres difficultés légales

### Distinction entre auteurs, co-auteurs, complices et complices de complices

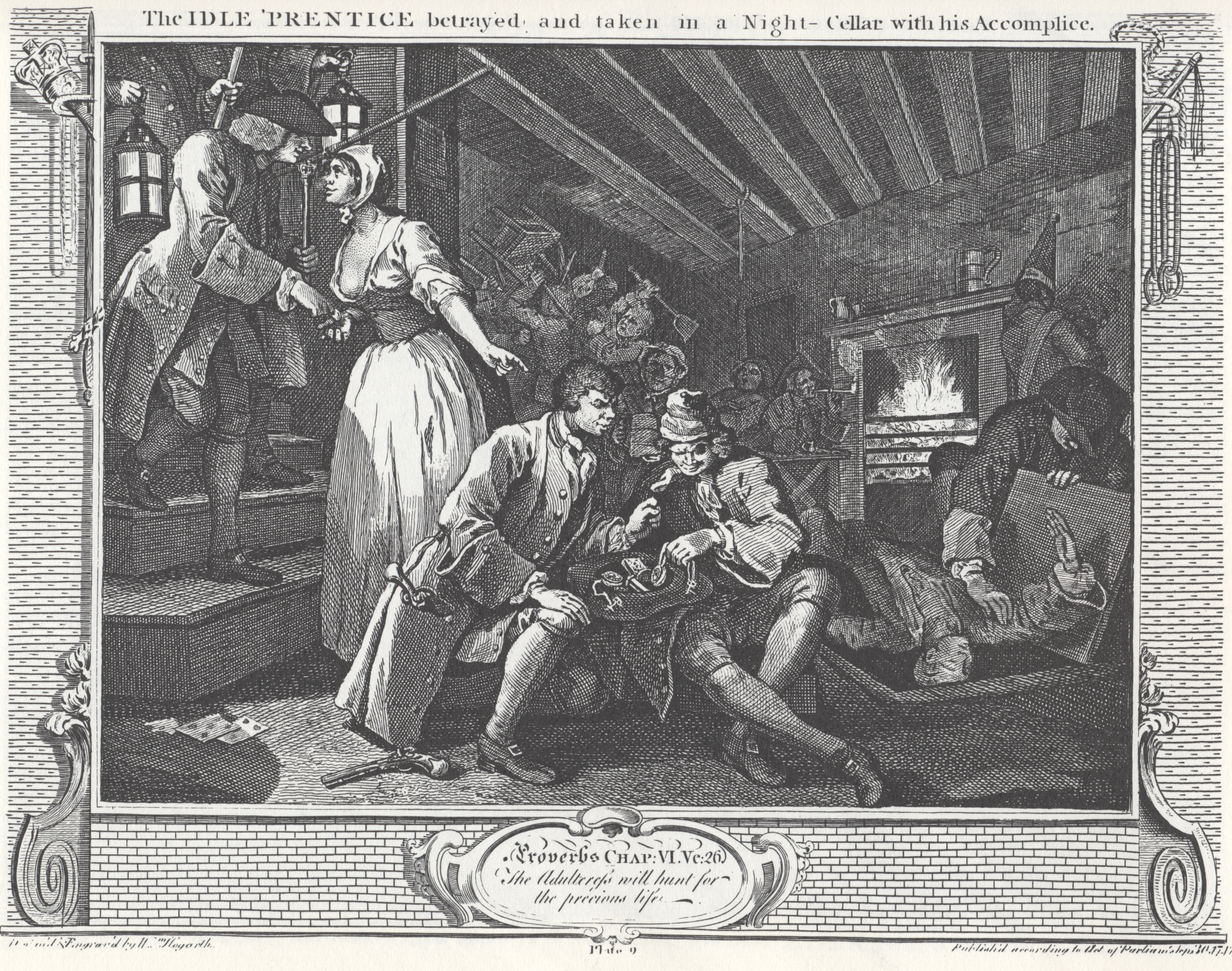
Arrestation simultanée d'un auteur et de son complice.

#### Co-auteurs
Le co-auteur d'une infraction est celui qui a matériellement commis les éléments constitutifs de l'infraction contrairement au complice. En effet, le co-auteur a lui-même réalisé l'élément matériel de l'infraction (souvent, il s'agit d'un acte et du résultat) avec la présence de l'élément moral (on parle d'intention criminelle qui se compose de la volonté de commettre l'infraction en sachant que la loi interdit et réprimande un tel comportement).
La complicité dans une tentative de délit n'existe pas, et le complice ne peut pas, alors, être poursuivi. Les juges peuvent alors requalifier la complicité comme coopérant à la fraude.
Ainsi, dans le cas d'une tentative de sortie en contrebande de 45 000 francs de la France vers la Suisse, alors que M. X était présenté comme complice, car il avait dissimulé l'argent dans des enveloppes dans des toilettes en France, enveloppes qui étaient ensuite récupérées par Y, résident suisse, avant de traverser la frontière, le rôle de M. X a été requalifié comme co-auteur (« coopérant »).

#### Complicité de complicité
En théorie, la complicité de second degré ou « complicité de complicité n'est pas punissable ».
La juridiction va alors vérifier si le prétendu complice de premier degré ne serait pas co-auteur, faisant alors du « complice de complice » le complice du co-auteur. Quant aux imprécisions liées aux différents termes, la Cour peut estimer que « l'emploi du mot " coupable " au lieu du mot " complice " est le résultat d'une erreur de frappe dactylographique ».
Dès lors, une juridiction peut engager des poursuites contre un complice sans attendre la décision définitive d'une condamnation de l'auteur principal. Découle que « la culpabilité du complice est indépendante de celle de l'auteur principal ; la condamnation est suffisamment justifiée à son égard, si la décision qui la prononce constate l'existence du délit et en relève les éléments constitutifs, alors même que la condamnation de l'auteur principal ne serait pas encore devenue définitive ».

#### Discordances possibles entre auteur et complice
- Discordance totale

Il peut y avoir une discordance totale dans le cas où l'infraction commise ne correspond pas à celle demandée par le complice provocateur. C'est le cas avec l'arrêt Nicolaï. Le complice est alors mis hors de cause.
- Discordance partielle

C'est le cas où l'infraction commise par l'auteur diffère quelque peu avec la volonté initiale du complice, mais pas suffisamment pour en exonérer le complice. Celui-ci peut alors être condamné avec des circonstances aggravantes ou atténuantes.

### Complicité de complicité: une jurisprudence variable
Les solutions apportées par la jurisprudence varient selon les cas.

#### Arrêt du 13 janvier 1955[18]
M. Nicolaï demande à un homme de main, M. Rubio, d'aller récupérer de l'argent chez un de ses débiteurs, et lui fourni deux pistolets. En chemin, il est arrêté par le mari de la concierge, M. Lagier, qui menace d'appeler la police. M. Rubio tire et blesse mortellement M. Lagier. La Cour de cassation considère que M. Nicolaï peut être complice de fourniture d'arme pour extorsion de fonds ou d'autres infractions, mais pas pour le meurtre de M. Lagier.

#### Arrêt du 10 octobre 1988[26]
Dans un contexte d'escroquerie à l'assurance, Pierre X fait appel à M. Z à qui il donne 50 000 francs pour détruire un hôtel, qui est incendié 8 jours plus tard. L'enquête n'arrive pas à déterminer l'auteur de l'incendie, et il semblerait que ce ne soit pas M. Z. Dans cette hypothèse, M. Z a été le complice par provocation de l'incendie, et l'incendiaire en a été l'auteur, non identifié. Pierre X se retrouve donc être le complice d'un complice, et non pas le complice de l'auteur qu'il ne connaît pas. En conséquence la Cour de cassation casse l'arrêt déferré.

#### Arrêt du 30 mai 1989[27]
Le commanditaire d'un triple assassinat par balles, Jean-Jacques Horvath, complice par provocation, fait incendier un club de chasse dans lequel se trouvent les personnes qu'il veut éliminer. Il passe par un intermédiaire, Francis Ardanny, pour mettre à exécution l’assassinat et faire croire à des décès lors d'un incendie. La Cour de cassation, après avoir rappelé que « la complicité de complicité n'est pas punissable », précise que le « Code pénal n'exige pas que les instructions soient données directement par leur auteur pour que la complicité de celui-ci soit légalement constituée » et en conséquence rejette le pourvoi.
Francis Ardanny et Jean-Jacques Horvath ont également, ultérieurement, formé un autre pourvoi devant la Cour de cassation, qui les a à nouveau déboutés, confirmant que le complice supporte les circonstances aggravantes commises par l'un des auteurs : « le complice empruntant la criminalité de l'auteur principal, il suffit, en cas de pluralité d'auteurs principaux d'un même crime, que l'un d'entre eux ait prémédité son acte pour que cette circonstance aggravante produise ses effets à l'égard du complice ».

#### Arrêt du 15 décembre 2004[30]
Dans le cadre d'une escroquerie à l'assurance, différentes personnes interviennent dans l'affaire, sans forcément se connaître : Jacques Z. était l'instigateur de l'escroquerie, il faisait appel à Roger Y. qui récupérait des sommes encaissées par des intermédiaires, dont Jean-Luc X. Celui a été condamné au titre de complice dans l'escroquerie, mais il a déposé un pourvoi devant la Cour de cassation au prétexte que ne connaissant pas Jacques Z. directement, et que Roger Y, était complice, il ne pouvait pas lui-même être condamné comme complice de complice. La Cour de cassation l'a débouté en considérant que « l'aide ou l'assistance apportée en connaissance de cause à l'auteur du délit, même par l'intermédiaire d'un autre complice, constitue la complicité incriminée par l'article 121-7 du Code pénal. »

### Solutions légales apportées
Pour résoudre l'éventuel problème d'une condamnation comme complice au lieu de coacteur ou inversement, la Cour de cassation peut s'appuyer sur les dispositions de l'article  qui dispose que « lorsque la peine prononcée est la même que celle portée par la loi qui s’applique à l’infraction, nul ne peut demander l’annulation de l’arrêt sous prétexte qu’il y aurait erreur dans la citation du texte de loi »,.

## Sanctions de la complicité

### Sanction pénale
Au titre de l'article 121-6 du Code pénal, le complice encourt en théorie une peine identique à l'auteur de l'infraction.
Les peines ne sont pas liées : un auteur peut être déclaré irresponsable et ne pas être condamné, tandis que son complice, lui, peut être condamné.
Enfin, un aménagement des dispositions légales permet aujourd'hui de condamner des complices de tentatives d'infractions.

#### Emprunt de criminalité
Les dispositions de l'article 121-6 permettent à un complice d'être condamné pour l'acte principal de l'auteur, et non pas sa propre action, et non plus pas au même titre que l'auteur[pas clair]. Cette approche est appelée « emprunt de criminalité ».
Il s'agit d'un terme général qui s'applique également pour des délits : on peut également parler d' « emprunt de matérialité ».
Un exemple classique de l'emprunt de criminalité est celui d'un vol avec meurtre. Des malfaiteurs peuvent planifier ensemble un simple vol. Mais si au cours du vol, l'un des acteurs tue quelqu'un (par exemple les voleurs se font repérer, et la personne qui les surprend se met à crier, mais elle est abattue), alors ce seront l'ensemble des accusés du vol qui devront répondre de vol avec la circonstance aggravante de meurtre, même si plusieurs d'entre eux refusaient catégoriquement tout dérapage, voire n'avaient pas d'arme avec eux.
Les conséquences de l'emprunt de criminalité sont multiples, à commencer par un jugement devant une cour d'assises au lieu de la correctionnelle.
Une seconde conséquence consiste à apprécier ou non la complicité de complicité. Dans l'exemple du vol, une personne peut faire le guet pendant que la maison est cambriolée par 3 autres personnes. Le guetteur sera complice du cambriolage. Mais si parmi les 3 voleurs, l'un d'eux tue un des occupants de la maison, alors seront jugés l'auteur principal de vol avec meurtre et les deux autres voleurs pour complicité de vol avec meurtre. Et dans cette dernière hypothèse, le guetteur, complice des complices de vol avec meurtre, pourrait être alors disculpé.
La jurisprudence tente d'apporter des solutions à ces problématiques.

#### Modifications historiques
L'ancien code pénal, avant 1994, prévoyait que le complice et l'auteur principal encouraient les mêmes peines : la rédaction de l'ancien article 60 posait que le complice était puni « comme l'auteur ». Le complice empruntait donc la peine de l'auteur principal. Il s'agissait à l'époque un « emprunt de pénalité ».
Depuis, dans le nouveau code, le complice n'encourt pas forcément la même peine que l'auteur principal : avec la rédaction de l'article 121-6, le complice est puni « comme auteur ».
De plus il faut qu'il ait pu commettre l'infraction pour qu'il puisse être condamné. Par exemple, dans le cadre d'une infraction qui ne peut être commise que par un dépositaire de la force publique, un simple particulier ne saurait être poursuivi en tant que coauteur : il ne serait que complice.
De même, lorsqu'un médecin participe, avec d'autres auteurs, au délit d'exercice illégal de médecine, il ne peut être que complice.
De plus, désormais, les circonstances personnelles pouvant jouer en la faveur ou la défaveur de l'auteur principal ne jouent plus pour le complice, alors que les circonstances réelles de l'acte (effraction, port d'arme, provocation…) qui pourraient jouer en la défaveur ou la faveur de l'auteur principal jouent pour le complice.
Les circonstances mixtes (personnelles et réelles) ne doivent normalement plus s'appliquer au complice.
Par exemple, dans le cas d'un homicide commis par deux personnes, dont l'un est le fils de la victime, celui-ci, même étant complice du meurtre de son père peut être aussi lourdement condamné que l'auteur principal, du fait que le parricide constitue une circonstance aggravante mixte.

#### Dispositions légales dans le cas de tentatives non abouties
La loi considère que la tentative de commettre un crime est un crime, mais que son échec ne doit être imputable qu'à des circonstances extérieures. Le commanditaire, considéré comme complice aux yeux de la loi, d'un crime, pouvait échapper à une condamnation si l'auteur du crime qu'il avait préalablement choisi, se désistait.
Ainsi, deux arrêts de la Cour de cassation, le 25 octobre 1962, sont venus confirmer une certaine impuissance de la machine judiciaire. Dans une première affaire, M. Lacour fait appel à un homme de main, M. Rayon, pour tuer le fils de son amie. M. Rayon fait croire à un enlèvement, d'abord pour percevoir la prime promise par M. Lacour, mais aussi pour sauver le fils. Il n'y a pas d'assassinat. Dans une seconde affaire, M. Shieb fait appel à M. Bénamar pour tuer sa femme. Celui-ci est appréhendé avant même d'avoir commencé ses préparatifs. Dans les deux affaires, il avait été jugé à l'époque une impossibilité de condamner les commanditaires.
Depuis la loi Perben II ont été insérés le délit d'association de malfaiteurs pour les tentatives d'atteinte aux biens ou aux atteintes simples contre les personnes, en faisant cette fois participer les complices comme agents du délit d'association, et l'article 221-5-1 du Code pénal contre l'incitation à des meurtres ou empoisonnements.

### Dommages-intérêts
En application de l'article 480-1 du Code de procédure pénale, les complices sont tenus solidairement responsables au même titre que les auteurs au paiement des amendes et des dommages-intérêts. Ces dispositions ont été confirmées par la jurisprudence.